# Protaphorura kadici
Protaphorura kadici is een springstaartensoort uit de familie van de Onychiuridae. De wetenschappelijke naam van de soort is voor het eerst geldig gepubliceerd in 1967 door Loksa.